# Anaseini Takipō
ʻAnaseini Takipō Afuha ʻamango, née le 1er mars 1893 et morte le 26 novembre 1918 est reine consort des Tonga de 1909 à 1918 en tant que seconde épouse de George Tupou II. Son nom est également souvent simplifié par Ana Seini Takipō.

## Biographie
ʻAnaseini Takipō Afuhaʻamango naît le 1er mars 1893 à Nukuʻalofa. Son père est Tēvita Ula Afuhaʻamango, un noble de Vavaʻu, et sa mère est Siosiana Tongovua Tae Manusā. Par matrilignage, elle descend de Tuʻi Kanokupolu. Le roi George Tupou II refuse initialement d'épouser sa demi-soeur ʻOfakivavaʻu en 1899 et lui préfère Lavinia Veiongo, ce qui contrarie l'ensemble de la famille royale et menace de causer une guerre civile entre les différentes factions. Les deux femmes meurent en 1901 et 1902, mettant fin à la polémique et ne laissant qu'une seule prétendante au mariage, Sālote Mafile‘o Pilolevu, qui est très impopulaire auprès des factions hostiles à George Tupou II,.
Afin d'apaiser les tensions et le Conseil des chefs, le roi Tupou II épouse ʻAnaseini Takipō, la sœur de la première épouse rejetée, le 11 novembre 1909. Elle a seize ans au moment du mariage. La fille de la reine Lavinia, la princesse Sālote, est envoyée à Auckland, en Nouvelle-Zélande, comme une forme d'exil,,.
La reine Takipō donne naissance à deux filles : ʻElisiva Fusipala Tauki ʻonelua (1911-1911, connue sous le nom de princesse ʻOnelua) et 'Elisiva Fusipala Tauki'onetuku (1912-1933, connue sous le nom de princesse Fusipala). La princesse ʻOnelua meurt de convulsions dans son enfance et la princesse Fusipala est morte célibataire en Australie,.
Son mari décède le 5 avril 1918 et est remplacé par sa fille aînée, qui devient la reine Sālote Tupou III, première reine régnante des Tonga,. Peu de temps après, la reine douairière Takipō meurt le 26 novembre 1918, des suites de la pandémie de grippe de 1918 qui tue huit pour cent de la population des Tonga. Après la mort de Takipō, Sālote assume la tutelle de sa demi-sœur, la princesse Fusipala,,. Elle est inhumée à Malaʻeʻaloa, le principal cimetière de Kolomutu, au lieu de Malaʻekula (en) où son mari et ses filles sont enterrés.